# حسني شريف
حسني شريف عباس فرغلي (14 مارس 1944 -) مطرب مصري اشتهر في فترة الستينيات والسبعينيات، ظهر في عدة أفلام حتى نهاية الثمانينيات ومن أغانيه الشهيرة أغنية (مين زيك مين) التي غناها في فيلم (لماذا أعيش؟) في عام 1961، ومن أفلامه (جدعان حارتنا) 1965، و (كدابين الزفة) 1986 و (الجوازة دي مش لازم تتم) 1988.
يعد حسني شريف هو والد المغني المصري تامر حسني، والذي ظهر معه للغناء سوياً على المسرح لأول مرة بعد اعتزاله الغناء في نهاية الثمانيات.

## حياته
ولد في القاهرة في 14 مارس 1944، وبدأ رحلته الفنية في أوائل الستينيات ومن أشهر أغانيه وقتها «مين زيك مين» والتي غناها في فيلم «لماذا أعيش» عام 1961 من كلمات محمد ريحان وتلحين عطية شرارة.
شارك في في السينما بحوالي ثماني أفلام بالتمثيل والغناء وهم لماذا أعيش مع الراحل شكري سرحان، جدعان حارتنا مع أحمد رمزي وآمال فريد، الجمالية مع سمير صبري وعفاف شعيب، مسعود سعيد ليه مع سعيد صالح وإسعاد يونس، جدعان باب الشعرية مع حسين فهمي وشكري سرحان وإسعاد يونس، الطماعين مع سمير صبري وناهد يسري، الناس الغلابة مع سعيد صالح وإيمان والجوازة دي مش لازم تتم مع حسين فهمي وبوسي.
في فترة السبعينات سافر شريف حسني إلى سوريا وعاش هناك فترة طويلة، حيث عمل بالغناء في بعض الملاهي الليلية ولكنه عاد في بداية التسعينات، كان قد أختفى تماماً عن الأضواء حتى بداية الألفية مع تألق نجله تامر والذي قام بتقديمه مرة أخرى للجمهور وعرفه الجميع.

## أعماله
شارك كمطرب أو بأدوار صغيرة في عدة أفلام وهي:
- لماذا أعيش 1961
- جدعان حارتنا 1965
- الناس الغلابة 1986
- الطماعين 1984
- جدعان باب الشعرية 1983
- مسعود سعيد ليه1983
- الجمالية 1987
- الجوازة دي مش لازم تتم 1988

كما شارك بغناء التواشيح في مسلسل الحرملك لبوسي وكرم مطاوع، سنة 1983.

## حياته الشخصية
تزوج من السيدة فاطمة الصباغ وأنجب منها الفنان المصري الشهير تامر حسني وشقيقه حسام حسني مدير أعمال تامر، ثم انفصل عنها وكان تامر بعمر 7 أعوام، إلا أنهما تقابلا مرة أخرى بعد مرور 20 عاماً من انفصالهما.
أيضاً لديه ابنة من زوجة أخرى وهي ميرفت شريف والتي تزوجت من الفنان الراحل منير مراد وظلت معه حتى وفاته.

## وصلات خارجية
- حسني شريف على موقع قاعدة بيانات الأفلام العربية